# Bonet (Albacete)

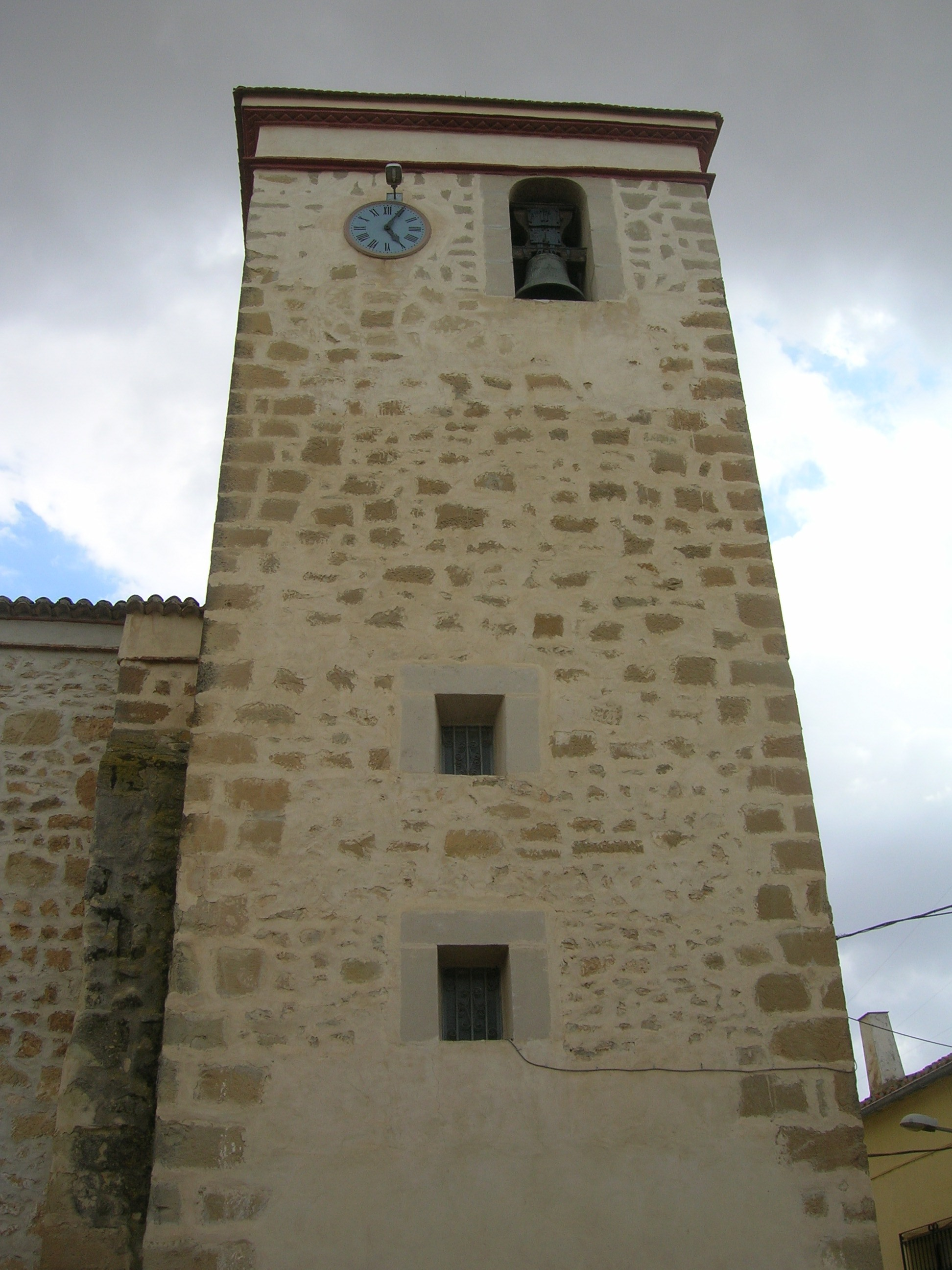
Torre de l'església.

Bonet (en castellà i oficialment Bonete) és un municipi de la província d'Albacete, que es troba a 50 km de la capital de la província, al costat de l'autovia que uneix Madrid amb Alacant. El 2005 tenia 1.270 habitants, segons dades de l'INE: 614 dones i 656 homes.
El principal reclam turístic és el jaciment arqueològic de l'Amarejo.